# Třemošnice
Třemošnice es una localidad situada en el distrito de Chrudim, en la región de Pardubice, República Checa. Tiene una población estimada, a principios del año 2022, de 3021 habitantes.
Está ubicada al oeste de la región, cerca de la frontera con las regiones de Bohemia Central y Vysočina, y a poca distancia al sur del curso alto del río Elba.